# Brian Buchanan
Brian Buchanan (Londra, 1962) è un culturista britannico.

## Biografia
Nato nel 1962 a Londra ha iniziato ad allenarsi nella palestra Muscleworks a Bethnal Green e nel 1980 partecipa alla sua prima competizione.
La sua ascesa nei ranghi del professionismo è rapida e lo porterà giovanissimo sui palchi dell'Olympia.
Fa parte della categoria X vale a dire i Bodybuilder con una vita particolarmente piccola e le spalle ampie, in inglese aesthetic.
Ha vissuto a Londra, in Australia dove ha avuto una palestra, in Canada dove ha svolto le sue due ultime competizioni nel 1998 e in cui ogni tanto riappare per mostrare la sua vita da vespa.
Ad oggi, 2022, vive in Australia e lavora come addetto alla sicurezza scuole e strade.

## Partecipazioni a competizioni[1]
- 1980	WABBA European Championships	Junior, 6th
- 1981	WABBA European Championships	Junior, 2nd
- 1982	WABBA European Championships	Tall, 1st
- 1984	NABBA Mr. Universe	Tall & Overall, 1st
- 1984	NABBA World Championships	Professional, 1st
- 1984	WABBA World Championships	Professional, 2nd
- 1985	NABBA Universe - Pro	2nd
- 1984	IFBB Grand Prix England	4th
- 1988	Grand Prix France	6th
- 1988	IFBB Grand Prix Germany	5th
- 1988	IFBB Grand Prix Greece	5th
- 1988	IFBB Grand Prix Italy	5th
- 1988	IFBB Grand Prix Spain	6th
- 1988	IFBB Grand Prix Spain II	7th
- 1988	IFBB Grand Prix US Pro	2nd
- 1988	Mr. Olympia	7th
- 1988	World Pro Championships	2nd
- 1989	IFBB Grand Prix England	6th
- 1989	Mr. Olympia	8th
- 1995	NABBA Universe - Pro	1st
- 1998	IFBB Night of Champions	13th
- 1998	IFBB Toronto Pro Invitational	9th